# Llista de Centres CERCA
La Llista de Centres CERCA recull els diferents centres de recerca que formen part de la Xarxa de Centres de Recerca de Catalunya (CERCA), una institució creada per fomentar la investigació científica i el desenvolupament tecnològic a Catalunya. Els centres inclouen una àmplia varietat de disciplines, des de les ciències de la salut fins a les ciències socials, i estan implicats en projectes de recerca d'alta qualitat a nivell nacional i internacional.
Informació actualitzada per un bot. Els canvis manuals es perdran quan s'actualitzi!
| Nom                                                                   | imatge | Logo | instància de                          | Coordenades                                                             | Localització                            | WD                            |
| --------------------------------------------------------------------- | ------ | ---- | ------------------------------------- | ----------------------------------------------------------------------- | --------------------------------------- | ----------------------------- |
| Centre Internacional de Mètodes Numèrics a l'Enginyeria               |        |      | centre de recerca                     | 41° 23′ 16″ N, 2° 06′ 38″ E / 41.38787°N,2.11066°E                      | Barcelona                               | Modifica les dades a Wikidata |
| Centre Tecnològic de Telecomunicacions de Catalunya                   |        |      | centre de recerca                     | 41° 16′ 23″ N, 1° 59′ 03″ E / 41.27305555555556°N,1.9841666666666664°E  | Castelldefels                           | Modifica les dades a Wikidata |
| Centre d'Estudis Demogràfics                                          |        |      | centre de recerca organització        | 41° 30′ 12″ N, 2° 06′ 21″ E / 41.50344444444445°N,2.105741666666667°E   | Bellaterra                              | Modifica les dades a Wikidata |
| Centre de Ciència i Tecnologia Forestal de Catalunya                  |        |      | centre de recerca                     | 42° 00′ 40″ N, 1° 31′ 10″ E / 42.011154°N,1.519379°E                    | Solsona                                 | Modifica les dades a Wikidata |
| Centre de Recerca Ecològica i Aplicacions Forestals                   |        |      | centre de recerca                     | 41° 30′ 01″ N, 2° 06′ 34″ E / 41.500275°N,2.1093805555555556°E          | Cerdanyola del Vallès                   | Modifica les dades a Wikidata |
| Centre de Recerca Matemàtica                                          |        |      | centre de recerca                     | 41° 30′ 01″ N, 2° 06′ 34″ E / 41.50026388888889°N,2.1093722222222224°E  | Cerdanyola del Vallès                   | Modifica les dades a Wikidata |
| Centre de Recerca en Agrigenòmica                                     |        |      | centre de recerca                     | 41° 29′ 52″ N, 2° 06′ 29″ E / 41.49780555555556°N,2.1080666666666668°E  | Cerdanyola del Vallès                   | Modifica les dades a Wikidata |
| Centre de Recerca en Agrotecnologia                                   |        |      | centre de recerca                     | 41° 37′ 40″ N, 0° 35′ 50″ E / 41.62781388888889°N,0.5972222222222222°E  | Lleida                                  | Modifica les dades a Wikidata |
| Centre de Recerca en Economia Internacional                           |        |      | centre de recerca                     | 41° 23′ 23″ N, 2° 11′ 23″ E / 41.38968888888889°N,2.1896416666666667°E  | Barcelona la Vila Olímpica del Poblenou | Modifica les dades a Wikidata |
| Centre de Regulació Genòmica                                          |        |      | centre de recerca                     | 41° 23′ 08″ N, 2° 11′ 39″ E / 41.3855°N,2.19403°E                       | Barcelona la Barceloneta                | Modifica les dades a Wikidata |
| Centre de Visió per Computador                                        |        |      | centre de recerca                     | 41° 30′ 03″ N, 2° 06′ 42″ E / 41.50077780555556°N,2.1115833055555555°E  | Cerdanyola del Vallès                   | Modifica les dades a Wikidata |
| Institut Barcelona d'Estudis Internacionals                           |        |      | centre de recerca                     | 41° 23′ 22″ N, 2° 11′ 24″ E / 41.389416666667°N,2.1899722222222°E       | Barcelona                               | Modifica les dades a Wikidata |
| Institut Català d'Arqueologia Clàssica                                |        |      | centre de recerca                     | 41° 07′ 04″ N, 1° 15′ 33″ E / 41.11767777777778°N,1.259097222222222°E   | Tarragona                               | Modifica les dades a Wikidata |
| Institut Català d'Investigació Química                                |        |      | centre de recerca                     | 41° 07′ 49″ N, 1° 14′ 29″ E / 41.13028888888889°N,1.241486111111111°E   | Tarragona                               | Modifica les dades a Wikidata |
| Institut Català de Nanociència i Nanotecnologia                       |        |      | centre de recerca                     | 41° 30′ 04″ N, 2° 06′ 42″ E / 41.50123055555556°N,2.111752777777778°E   | Cerdanyola del Vallès                   | Modifica les dades a Wikidata |
| Institut Català de Paleoecologia Humana i Evolució Social             |        |      | centre de recerca                     | 41° 08′ 00″ N, 1° 14′ 27″ E / 41.133358333333334°N,1.2408583333333334°E | Tarragona                               | Modifica les dades a Wikidata |
| Institut Català de Paleontologia Miquel Crusafont                     |        |      | centre de recerca                     | 41° 32′ 50″ N, 2° 06′ 23″ E / 41.54734722°N,2.10625278°E                | Sabadell                                | Modifica les dades a Wikidata |
| Institut Català de Recerca de l'Aigua                                 |        |      | centre de recerca                     | 41° 58′ 02″ N, 2° 50′ 24″ E / 41.967352777777776°N,2.839933333333333°E  | Girona                                  | Modifica les dades a Wikidata |
| Institut Català de Recerca en Patrimoni Cultural                      |        |      | centre de recerca                     | 41° 59′ 14″ N, 2° 49′ 32″ E / 41.987332547420635°N,2.825451326585686°E  | Girona                                  | Modifica les dades a Wikidata |
| Institut Hospital del Mar d’Investigacions Mèdiques                   |        |      | centre de recerca                     | 41° 23′ 06″ N, 2° 11′ 41″ E / 41.385041666666666°N,2.194713888888889°E  | Barcelona                               | Modifica les dades a Wikidata |
| Institut d'Investigacions Biomèdiques August Pi i Sunyer              |        |      | centre de recerca                     | 41° 23′ 19″ N, 2° 09′ 03″ E / 41.38859166666667°N,2.1508833333333333°E  | Barcelona                               | Modifica les dades a Wikidata |
| Institut d'Investigació Biomèdica de Bellvitge                        |        |      | centre de recerca                     | 41° 20′ 42″ N, 2° 06′ 37″ E / 41.34513055555555°N,2.110388888888889°E   | l'Hospitalet de Llobregat               | Modifica les dades a Wikidata |
| Institut d'Investigació en Ciències de la Salut Germans Trias i Pujol |        |      | centre de recerca organització        | 41° 28′ 51″ N, 2° 14′ 16″ E / 41.48073194444444°N,2.2377130555555556°E  | Badalona                                | Modifica les dades a Wikidata |
| Institut d'Investigació i Innovació Parc Taulí                        |        |      | centre de recerca                     | 41° 33′ 24″ N, 2° 06′ 38″ E / 41.556551°N,2.110636°E                    | Sabadell                                | Modifica les dades a Wikidata |
| Institut de Bioenginyeria de Catalunya                                |        |      | centre de recerca                     | 41° 22′ 55″ N, 2° 07′ 05″ E / 41.38206666666667°N,2.1179444444444444°E  | Barcelona                               | Modifica les dades a Wikidata |
| Institut de Ciències Fotòniques                                       |        |      | centre de recerca                     | 41° 16′ 32″ N, 1° 59′ 23″ E / 41.27546944444445°N,1.9896194444444448°E  | Castelldefels                           | Modifica les dades a Wikidata |
| Institut de Física d'Altes Energies                                   |        |      | centre de recerca                     | 41° 30′ 04″ N, 2° 06′ 36″ E / 41.501079°N,2.110069°E                    | Bellaterra                              | Modifica les dades a Wikidata |
| Institut de Recerca Biomèdica                                         |        |      | centre de recerca residència creativa | 41° 22′ 53″ N, 2° 07′ 06″ E / 41.381388888888885°N,2.118333333333333°E  | Barcelona                               | Modifica les dades a Wikidata |
| Institut de Recerca Biomèdica de Lleida                               |        |      | centre de recerca                     | 41° 37′ 34″ N, 0° 36′ 40″ E / 41.6262°N,0.611047°E                      | Lleida                                  | Modifica les dades a Wikidata |
| Institut de Recerca Contra la Leucèmia Josep Carreras                 |        |      | centre de recerca                     | 41° 29′ 08″ N, 2° 14′ 23″ E / 41.485533333333336°N,2.2398277777777778°E | Badalona                                | Modifica les dades a Wikidata |
| Institut de Recerca Sant Joan de Déu                                  |        |      | centre de recerca                     | 41° 23′ 03″ N, 2° 06′ 07″ E / 41.384166944444445°N,2.101943888888889°E  | Esplugues de Llobregat                  | Modifica les dades a Wikidata |
| Institut de Recerca Sant Pau                                          |        |      | centre de recerca                     | 41° 24′ 54″ N, 2° 10′ 33″ E / 41.415055555555554°N,2.1757916666666666°E | Barcelona                               | Modifica les dades a Wikidata |
| Institut de Recerca en Energia de Catalunya                           |        |      | centre de recerca                     | 41° 24′ 53″ N, 2° 13′ 15″ E / 41.41466666666667°N,2.220772222222222°E   | Sant Adrià de Besòs                     | Modifica les dades a Wikidata |
| Institut de Recerca i Tecnologia Agroalimentàries                     |        |      | centre de recerca organització        | 41° 36′ 46″ N, 2° 10′ 11″ E / 41.61286111111111°N,2.1697972222222224°E  | Caldes de Montbui                       | Modifica les dades a Wikidata |
| Institut de Salut Global de Barcelona                                 |        |      | centre de recerca                     | 41° 23′ 25″ N, 2° 09′ 12″ E / 41.390365°N,2.153341°E                    | l'Antiga Esquerra de l'Eixample         | Modifica les dades a Wikidata |
| Institut d’Estudis Espacials de Catalunya                             |        |      | centre de recerca                     | 41° 16′ 33″ N, 1° 59′ 19″ E / 41.27577931111111°N,1.9887488194444445°E  | Barcelona                               | Modifica les dades a Wikidata |
| Institut d’Investigació Biomèdica de Girona Dr. Josep Trueta          |        |      | centre de recerca                     | 41° 58′ 17″ N, 2° 47′ 42″ E / 41.97135277777778°N,2.795086111111111°E   | Salt Girona                             | Modifica les dades a Wikidata |
| Institut d’Investigació Sanitària Pere Virgili                        |        |      | centre de recerca                     | 41° 08′ 42″ N, 1° 07′ 26″ E / 41.14491666666667°N,1.1237611111111112°E  | Reus                                    | Modifica les dades a Wikidata |
| Internet i Innovació Digital a Catalunya                              |        |      | centre de recerca                     | 41° 23′ 15″ N, 2° 06′ 43″ E / 41.38740277777778°N,2.111841666666667°E   | Barcelona                               | Modifica les dades a Wikidata |
| IrsiCaixa. Institut de Recerca de la Sida                             |        |      | centre de recerca                     | 41° 28′ 54″ N, 2° 14′ 17″ E / 41.48161944444445°N,2.2379611111111113°E  | Badalona                                | Modifica les dades a Wikidata |
| Vall d'Hebron Institut d'Oncologia                                    |        |      | centre de recerca                     | 41° 25′ 43″ N, 2° 08′ 15″ E / 41.42869122464959°N,2.137502553701632°E   | Barcelona                               | Modifica les dades a Wikidata |
| Vall d'Hebron Institut de Recerca                                     |        |      | centre de recerca                     | 41° 25′ 36″ N, 2° 08′ 29″ E / 41.426748°N,2.141406°E                    | Barcelona Montbau                       | Modifica les dades a Wikidata |